# Hadadezer
Hadadezer ("Hadad és la meva ajuda") conegut també com a Adad-Idri o Idr (a les fonts assíries) i probablement la mateix persona esmentada als texts arameus com 
Bar-Hadad II i als hebreus com Ben Hadad II, fou rei arameu de Damasc o Aram; governava al temps de la batalla de Qarqar contra el rei assiri Salmanassar III el 853 aC i fou ell qui juntament amb Irhuleni d'Hamath van dirigir una coalició d'onze reis (al text es diu dotze reis, però després només se'n llisten onze) a Qarqar entre els quals el reis Acab d'Israel). Va combatre a Salmanasar sis altres vegades, de les quals dues més aliat a Irhuleni i probablement a la major part de la coalició. Aquest onze reis foren:
- Rei Ben Hadad II de Damasc, ell mateix al comandament, amb 1,200 carros, 1,200 cavallers i 20.000 soldats;
- Rei Irhuleni d'Hamath, manant 700 carros, 700 cavallers i 10.000 soldats;
- Rei Acab d'Israel, va enviar dos carros i 10.000 homes;
- La terra de Gu-a-a (s'havia identificat amb el regne de Que, però sembla que és un error de l'escrivà en comptes de Gu-bal-a-a, o sigui Biblos) que va enviar 500 soldats;
- La terra de KUR Mu-us-ra- (discutit si es tracta de Masuwari, Musri pels assiris, o Egipte) va enviar 1000 soldats;
- La terra d'Irqanata (Tell Arqa a Fenícia), va enviar 10 carros i 10.000 soldats;
- La terra d'Arvad, va enviar 200 soldats;
- La terra d'Usanata (Usannata o Unzu a Fenícia), va enviar 200 soldats;
- La terra de Shianu (Sidó), ... (xifres damnades);
- Rei Gindibu d'Aribi, va enviar 1.000 camellers;
- Rei Ba'asa, fill de Ruhubi, de la terra d'Aman (Ammon), ... (xifres damnades).

Se l'esmenta a l'estela de Tel Dan. Fou assassinat vers 842 aC per Hazael, un oficial de la cort (menys probablement un fill) que va usurpar el tron.